# Abudefduf lorenzi
Abudefduf lorenzi és una espècie de peix de la família dels pomacèntrids i de l'ordre dels perciformes.

## Morfologia
Els mascles poden assolir els 18 cm de longitud total.

## Distribució geogràfica
Es troba des de les Filipines i les Illes Moluques fins a Salomó i Palau.